# Auguste Toulmouche
Auguste Toulmouche (Nantes, 21 de setembro de 1829 – Paris, 16 de outubro de 1890) foi um pintor francês. 
Ficou conhecido por seus luxuosos retratos de mulheres parisienses. 

## Biografia
Auguste nasceu em Nantes, em 1839. Era filho de Émile Toulmouche, um corretor, e Rose Sophie Mercier. Estudou desenho e escultura com o escultor Amédée Ménard, antes de se mudar para Paris em 1846 para estudar com o pintor Charles Gleyre. Acredita-se que ele era um dos alunos preferidos de Charles Gleyre, tendo exposto suas primeiras telas no Salão de Paris em 1848, com apenas 19 anos. Expôs novamente em novamente em 1849 e 1850, quando começou a se especializar em retratos.

## Carreira
Auguste pintava uma versão idealizada do realista acadêmico dominante da época. Seus motivos eram, em geral, as mulheres parisienses das classes burguesas mais abastadas. Seu trabalho se tornou popular nos Estados Unidos e na França, tanto que o imperador Napoleão III comprou um de seus quadros, La fille (A Menina), para dar de presente à sua futura imperatriz, Eugênia, em 1852. Outros quadros foram comprados pela família imperial nos anos seguintes, o que confirma o status de pintor da moda de Auguste.
Em geral, os críticos elogiavam seu trabalho. Ele ganhou medalhas no Salão de Paris em 1852 e 1861 e foi nomeado Cavaleiro da Ordem Nacional da Legião de Honra, em 1870. No auge da fama, Auguste tinha uma reputação comparável a artistas como Alfred Stevens e Carolus-Duran. Entretanto, a ênfase em roupas suntuosas e interiores domésticos ricamente mobiliados de suas telas, levou alguns de seus críticos a considerar suas obras "insignificantes". O escritor Émile Zola se referiu com certo desdém às "deliciosas bonecas de Toulmouche". Com o crescimento do impressionismo na década de 1870, sua popularidade sofreu um declínio do qual nunca se recuperou.
Devido ao seu casamento em 1861 com Marie Lecadre, filha do advogado de Nantes, Alphonse Henri Lecadre, Auguste se tornou primo do pintor Claude Monet. Ele enviou o então jovem Monet para estudar com Gleyre.
Em 1870, Toulmouche juntou-se a um dos batalhões que defendiam Paris contra a invasão alemã na Guerra Franco-Prussiana. Com o fim da guerra, ele passou mais tempo na Abadia de Blanche Couronne, perto de Nantes, que fazia parte de uma grande propriedade herdada por sua esposa após a morte de seu pai. Ele construiu um estúdio no lugar da abadia e convidou muitos amigos parisienses para passar um tempo lá, incluindo Geneviève Halévy, José-Maria de Heredia, Paul Baudry, Elie Delaunay, Ernest Reyer e o jovem Ignacy Jan Paderewski.

## Morte
Toulmouche morreu subitamente em Paris, em 16 de outubro de 1890, aos 61 anos, após uma síncope, e foi sepultado no cemitério de Montparnasse.
Grande parte de seu trabalho se encontra em coleções particulares, mas o Louvre, o Museu de Belas Artes, Boston, o Instituto de Arte Sterling e Francine Clark e o Museu de Belas Artes de Nantes possuem telas do pintor.

## Galeria

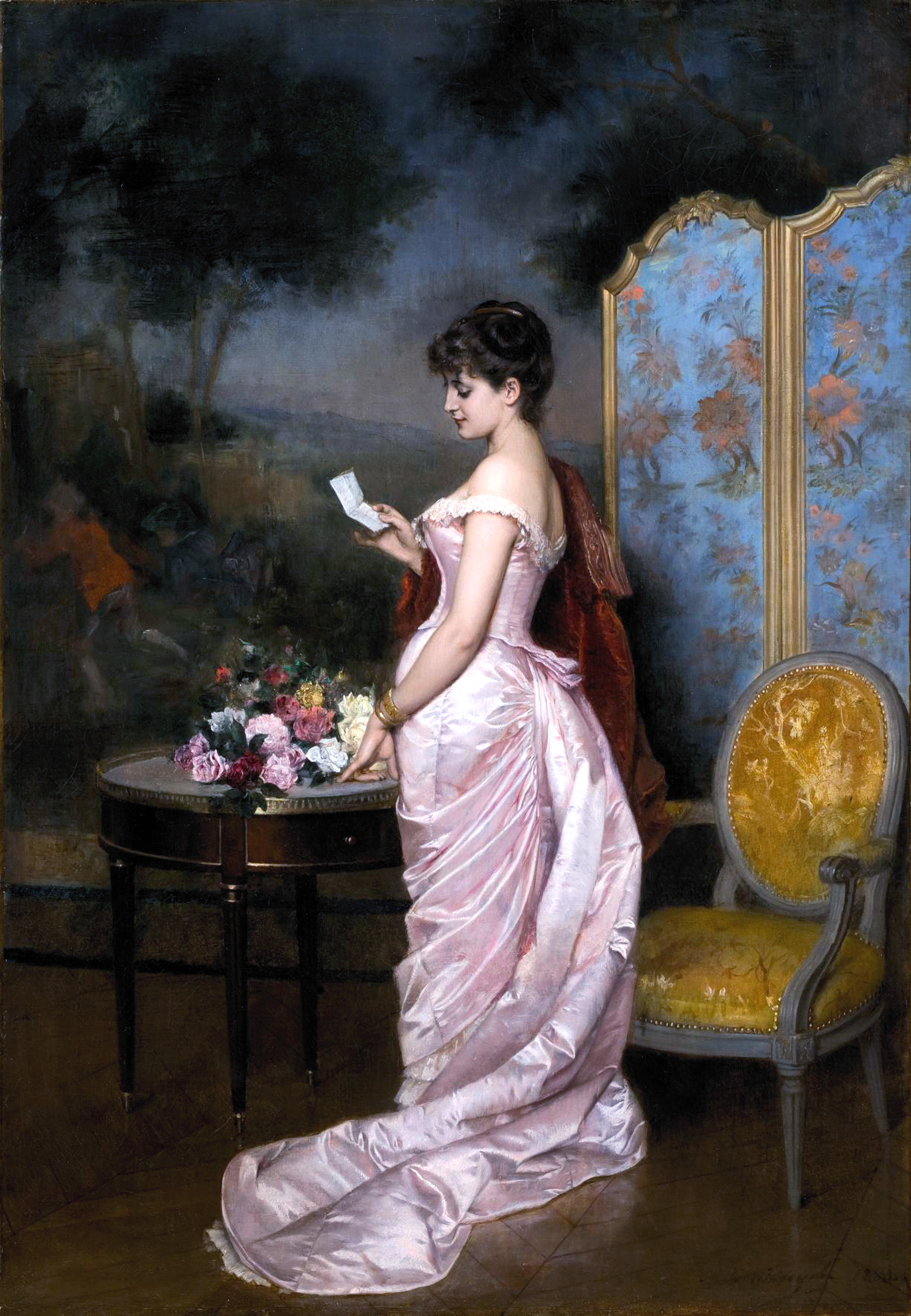
The Love Letter, 1883
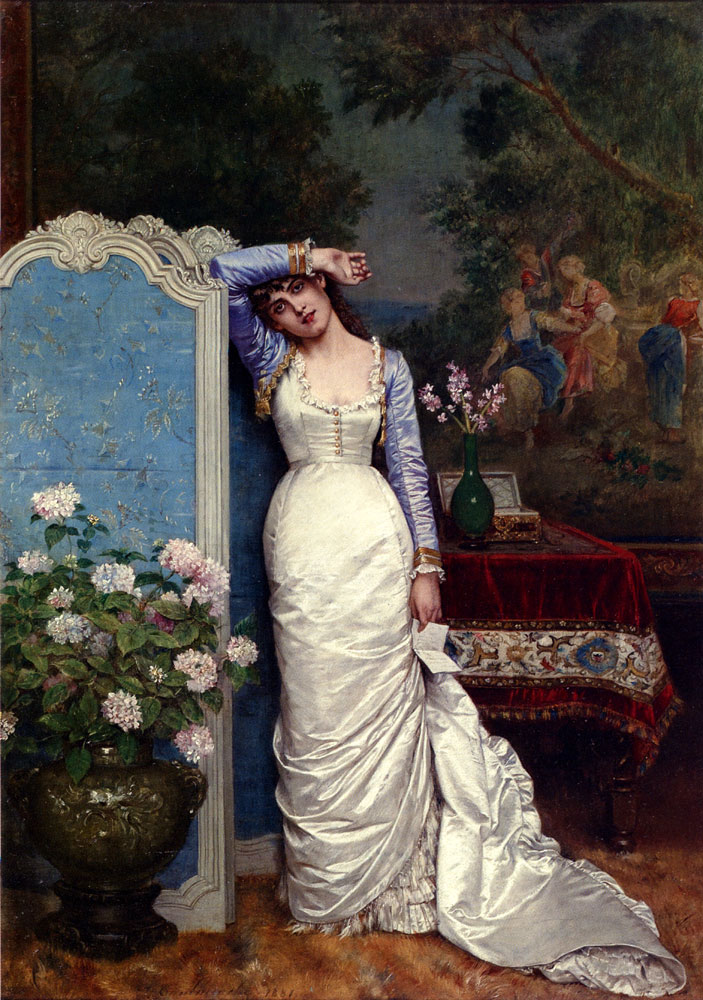
Young woman in an interior, 1870
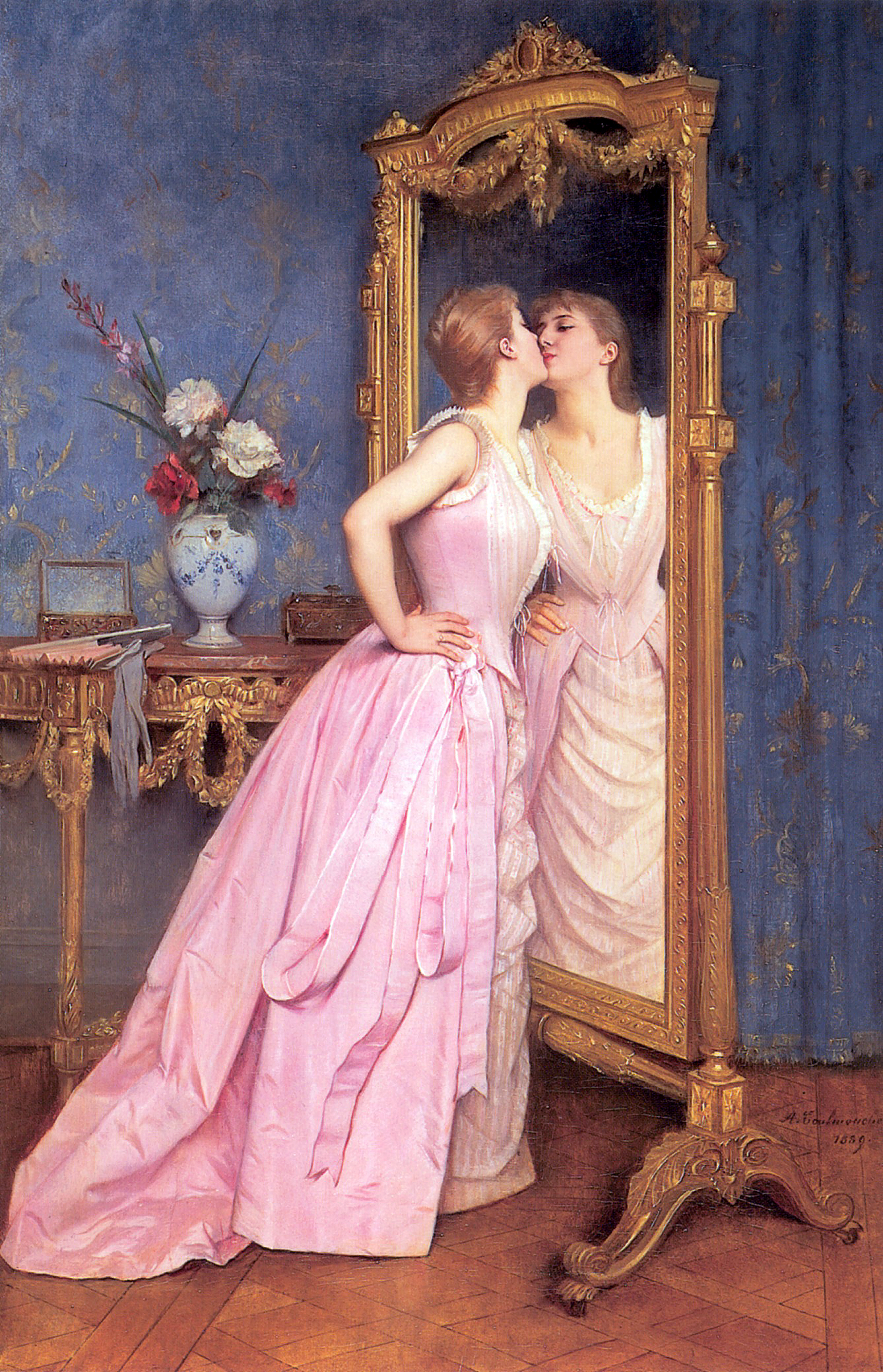
Vanity, 1870
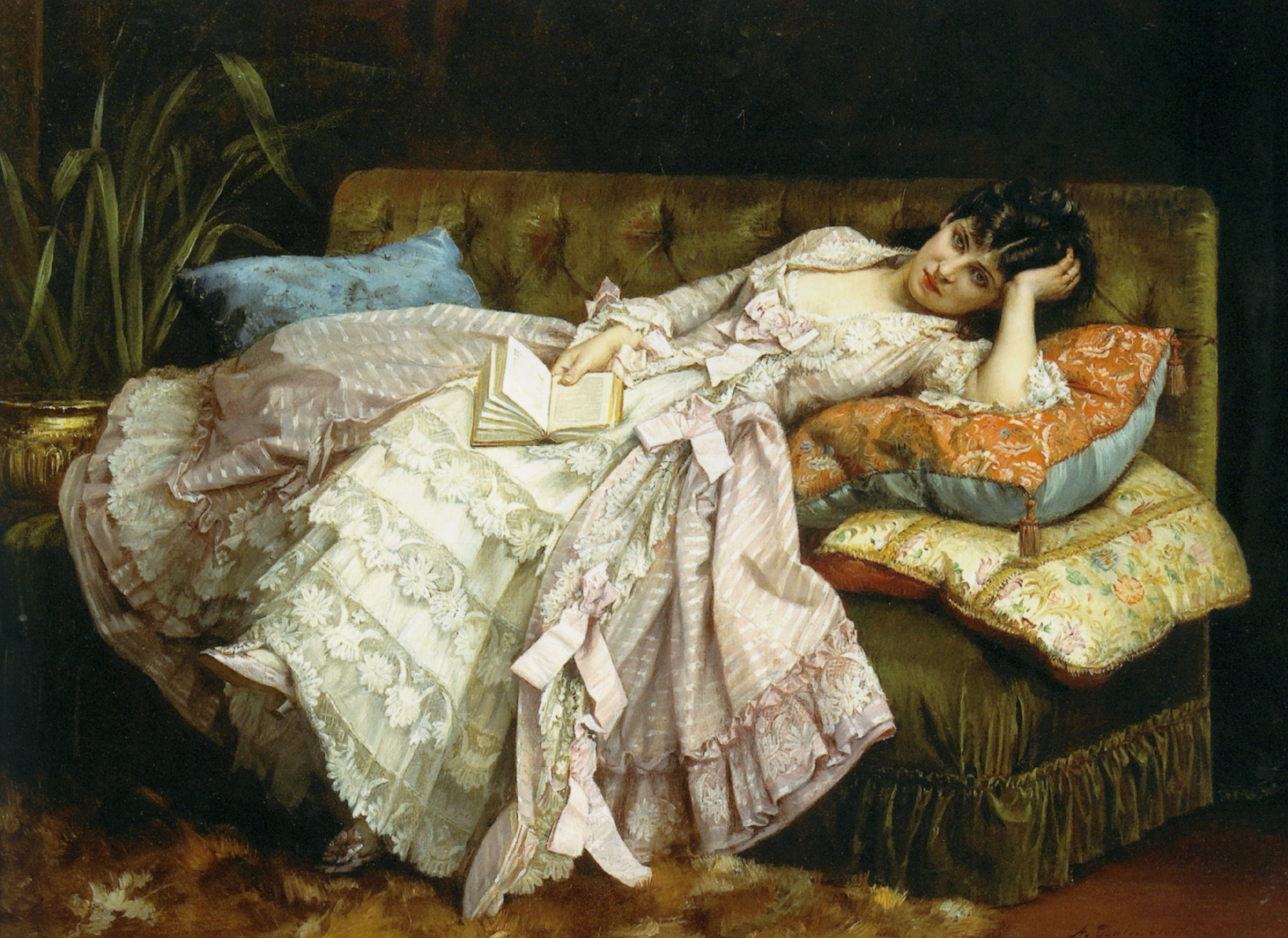
Dolce far niente, 1877
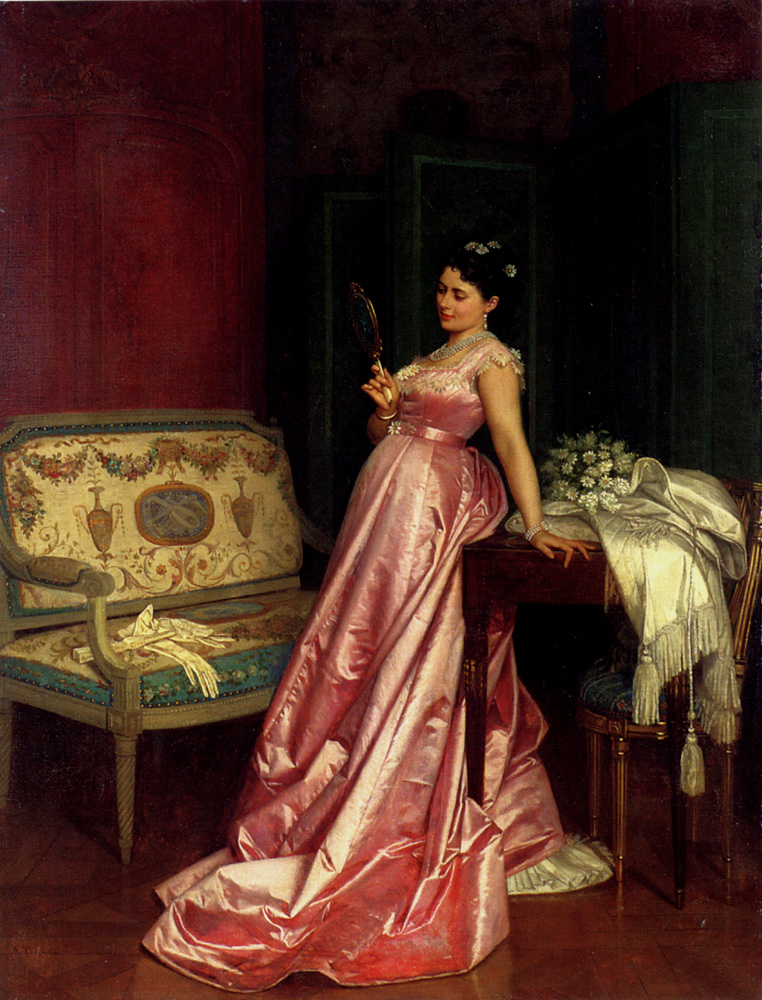
The Admiring Glance, 1868
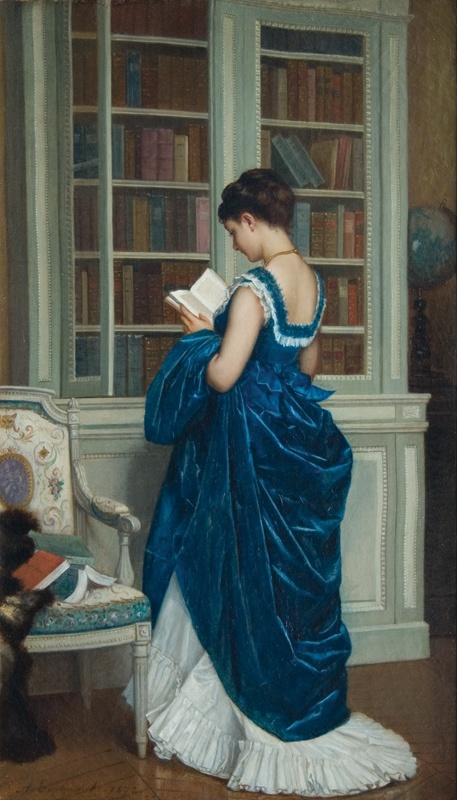
Dans la Bibliothèque, 1872
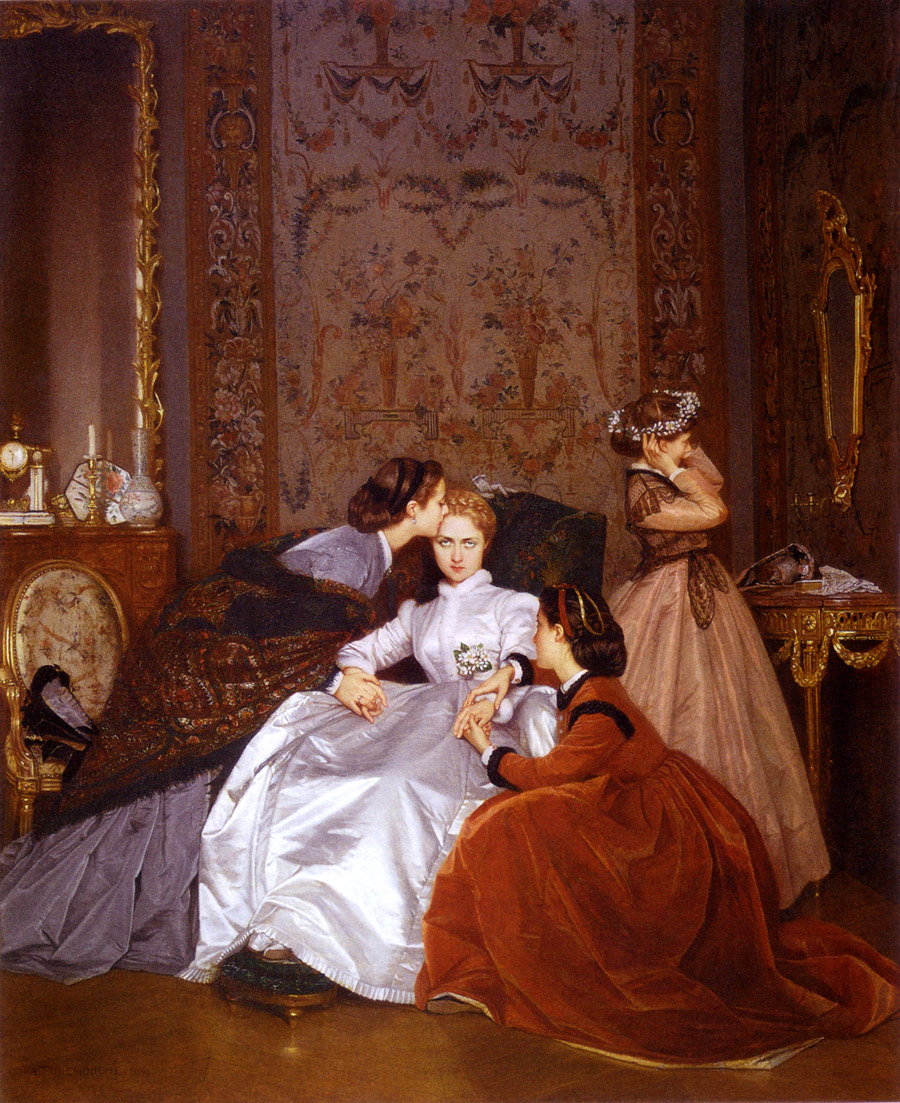
La Fiancée Hésitante, 1866